# Lubień (powiat piotrkowski)
Lubień – wieś w Polsce położona w województwie łódzkim, w powiecie piotrkowskim, w gminie Rozprza. W latach 1973–1977 (do 31 stycznia) w gminie Sulejów.
Wieś królewska w starostwie piotrkowskim w powiecie piotrkowskim województwa sieradzkiego w końcu XVI wieku.
Wieś otoczona zewsząd lasem. Miejscowość jest siedzibą Parafii Najświętszej Maryi Panny Królowej Polski. We wsi kościół murowany z XX wieku z zabytkową polichromią wykonaną przez Józefa Mehoffera.
W latach 1954–1961 wieś należała i była siedzibą władz gromady Lubień, po jej zniesieniu w gromadzie Łęczno. W latach 1975–1998 miejscowość należała administracyjnie do województwa piotrkowskiego.
Zobacz też: Lubień, Lubień Dolny, Lubień Kujawski

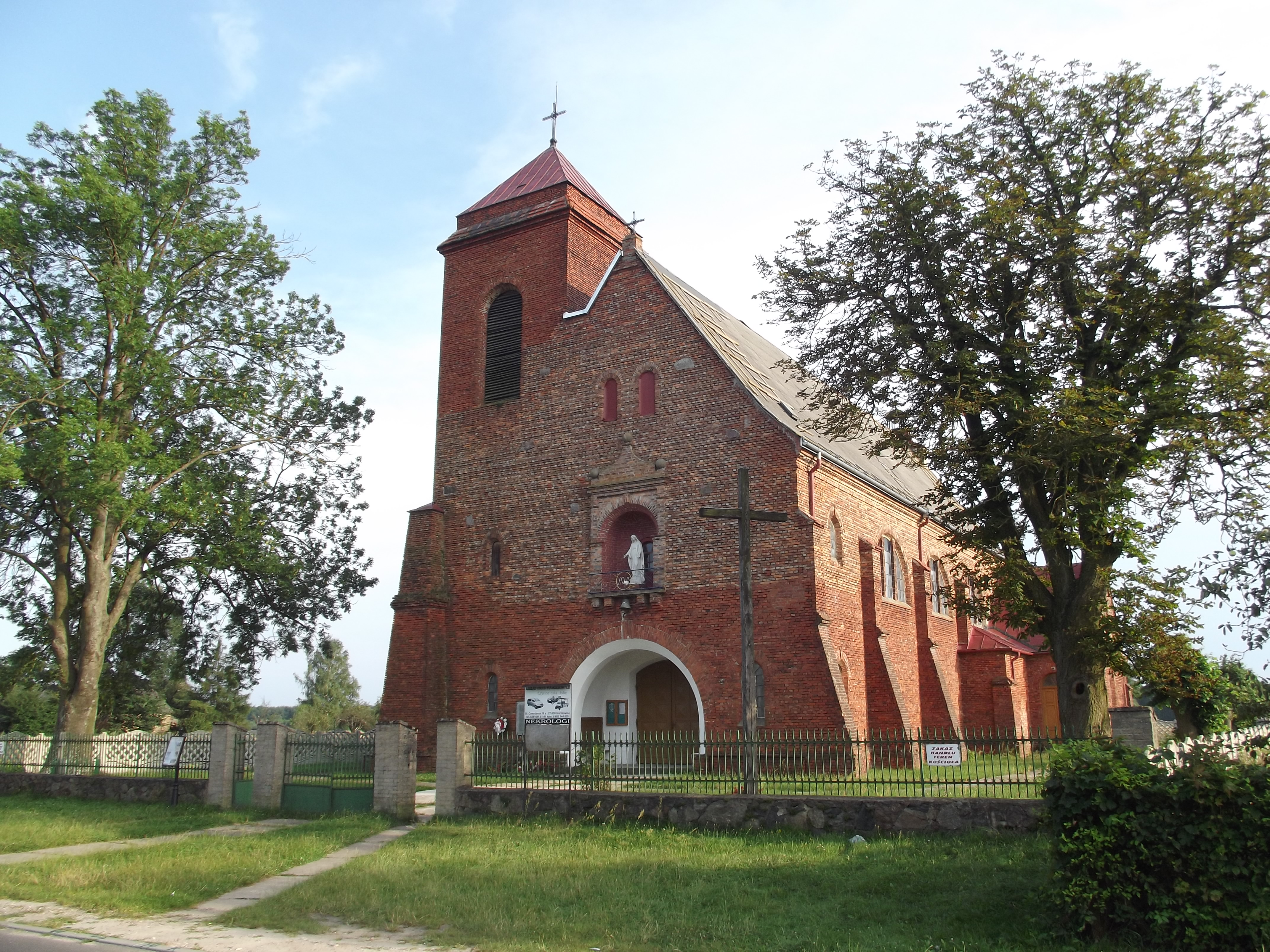
Lubień – kościół parafialny